# Release (Pet Shop Boys)
Release is het achtste studioalbum van de Pet Shop Boys. Het album is in 2002 uitgebracht op het Parlophone label van EMI.
Het album was volledig anders dan het eerdere werk van de Pet Shop Boys. Zo waren gitaar en piano nadrukkelijker aanwezig in de muziek, en werden synthesizers naar de achtergrond verdreven. Op het album werd samengewerkt met Miachel Brauer (die eerder samengewerkt had met Coldplay) en Johnny Marr, bekend van The Smiths.

## Tracks
1. Home and dry (04:21)
2. I get along (05:50)
3. Birthday boy (06:27)
4. London (03:47)
5. E-mail (03:55)
6. The Samurai in autumn (04:18)
7. Love is a catastrophe (04:50)
8. Here (03:16)
9. The night I fell in love (05:50)
10. You choose (03:11)

## Singles
Van het album werden de volgende singles uitgebracht:
- Home and dry (18 maart 2002)
- I get along (15 juli 2002)
- London (14 oktober 2002)

## Speciale uitgaven
Een beperkte oplage van het album werd in een speciale verpakking met een metallic effect uitgebracht, in vier verschillende kleuren: zilver, blauw, roze en rood.
In de Verenigde Staten werd Release tevens uitgebracht als een limited edition dubbel-cd. De tweede cd bevatte nieuwe nummers en remixen.
Tracks:
1. Home and dry (ambient mix) (05:29)
2. Sexy northerner (03:40)
3. Always (05:06)
4. Closer to heaven (Slow version) (06:30)
5. Nightlife (03:56)
6. Friendly fire (studio version) (03:26)
7. Break 4 love (UK radio mix) (met Peter Rauhofer) (03:29)
8. Home and dry (Blank & Jones mix) (06:38)

- Cd-rom-content: Home and dry (video)

## Trivia
- Na het uitbrengen van het vorige studioalbum, Nightlife, was het eigenlijk de bedoeling om een greatest hits compilatie uit te brengen in de herfst van 2000. Dit album zou twee nieuwe tracks bevatten: Positive role model en Somebody else's business. Tijdens het opnemen van deze nieuwe nummers werd echter besloten om een volledig album uit te brengen. De twee genoemde nummers zouden later als B-kanten verschijnen.
- Oorspronkelijk zou het album 15 tracks bevatten, inclusief de nummers Between two islands, Searching for the face of Jesus, Always, I didn't get where I am today en London (Genuine Piano Mix). De eerste vier nummers zouden uiteindelijk als B-kanten worden uitgebracht, terwijl de piano versie van London later werd uitgebracht op Disco 3.
- De ontwerpen voor dit album en de bijbehorende singles werden voor het eerst niet gemaakt door Mark Farrow. Release zou wat dit betreft de enige uitzondering in de reeks blijven.
- Release is commercieel gezien het minst succesvolle Pet Shop Boys album tot nu toe. Er werden wereldwijd zo'n 800.000 exemplaren van verkocht.
- Na het gematigde succes van Release keerden de Pet Shop Boys terug naar hun dance roots. Dit was al te horen op Disco 3 uit 2003 maar zou navolging krijgen op alle navolgende studioalbums.